# Füstös csér
A füstös csér (Onychoprion fuscatus) a madarak osztályának lilealakúak (Charadriiformes) rendjébe, ezen belül a csérfélék (Sternidae) családjába tartozó faj.

## Rendszerezése
A fajt Carl von Linné svéd természettudós írta le 1766-ben, a Sterna nembe Sterna fuscata néven.

## Alfajai
- Onychoprion fuscatus crissalis (Lawrence, 1872)
- Onychoprion fuscatus fuscatus (Linnaeus, 1766)
- Onychoprion fuscatus kermadeci Mathews, 1916
- Onychoprion fuscatus luctuosus (Philippi & Landbeck, 1866)
- Onychoprion fuscatus nubilosus (Sparrman, 1788)
- Onychoprion fuscatus oahuensis (A. Bloxam, 1827)
- Onychoprion fuscatus serratus (Wagler, 1830)[2]

## Előfordulása
Mindegyik kontinensen előfordul. Természetes élőhelyei a tengerpartok és a nyílt óceán.

## Megjelenése
Testhossza 45 centiméter, szárnyfesztávolsága 82-94 centiméteres, testtömege 120-285 gramm.
|  |

## Szaporodása
A hím ajándékkal udvarol a tojónak, mely az ajándék nagyságából fel tudja becsülni a hím utódgondozó képességét.
|  |  |  |

## Természetvédelmi helyzete
Az elterjedési területe rendkívül nagy, egyedszáma pedig nagy. A Természetvédelmi Világszövetség Vörös listáján nem fenyegetett fajként szerepel.